# MS Kudowa Zdrój
MS Kudowa Zdrój – polski statek handlowy o charakterze drobnicowca, zbudowany w 1976 roku. Był dziesiątym modelem z serii 12 drobnicowców projektu B-452 wykonanych dla Polskich Linii Oceanicznych przez rumuńską stocznię Santierul Naval w Turnu Severin (w latach 1967–1971). Statkom tym nadawano nazwy polskich uzdrowisk, w tym przypadku Kudowy-Zdroju.
Seria statków składała się z następujących modeli:
- „Świnoujście”,
- „Ciechocinek”,
- „Połczyn Zdrój”,
- „Nałęczów”,
- „MS Busko Zdrój”,
- „Duszniki Zdrój”,
- „Cieplice Zdrój”,
- „Iwonicz Zdrój”,
- „Karpacz”,
- „Kudowa Zdrój”,
- „Rabka Zdrój”,
- „Świeradów Zdrój”
- „Polanica Zdrój”.

„Kudowa Zdrój” była ostatnim statkiem odebranym przez PLO, ponieważ po zwodowaniu doszło do opóźnień w wyposażaniu statku.

## Historia statku oraz tragedia
Kontrakt na budowę został zlecony rumuńskiej stoczni w Turnu Severin. Specjalizacją tejże stoczni były barki rzeczne oraz tabor kolejowy. Polscy specjaliści nadzorujący proces jego budowy byli zaskoczeni brakiem odpowiedniej pochylni, ponieważ projekt B-452 był jednostką o długości 86 metrów i szerokości ponad 12 metrów, a jego nośność wynosiła aż 1450 TDW. Wszelkie informacje kierowane do władz o tym, że statek został zbudowany z nieodpowiednich materiałów, pozostawały bez odpowiedzi, więc załoga była zmuszona sama się nauczyć, jak takie uchybienia naprawiać.
Mimo tego, statek pływał regularnie aż do roku 1974 kiedy podczas sztormu doszło do przeszło dwudziestostopniowego przechyłu. Nie został on opanowany. Dopiero pomoc innych jednostek spowodowała dotarcie statku do portu.
W dniu 19 stycznia 1983 rozpoczął się rejs z portu Castellon w Hiszpanii do Libii pod dowództwem kpt. Leszka Krogulskiego. Warunki atmosferyczne były idealne. Chwilę po północy pogoda gwałtownie się pogorszyła. Potężne fale atakowały burty statku utrudniając prawidłowe żeglowanie. Ostatecznie dwie następujące po sobie fale przewróciły statek na burtę.
Dochodzenie wykazało brak przygotowania załogi do sytuacji, kiedy będzie trzeba skorzystać z tratw ratunkowych. Ponadto nie odpalono żadnej ratunkowej racy, mimo że niedaleko znajdował się inny polski statek – „Sopot”, o czym było wiadomo. Kiedy „Sopot” odebrał sygnał ratunkowy nadany przez „Kudowę Zdrój”, natychmiast ruszył on na pomoc załodze. Niestety nie znalazł ani statku, ani załogi. Powodem było błędne podanie pozycji jednostki o ok. 10 mil od rzeczywistego położenia „Kudowy”. W wyniku tragedii zginęło 20 osób z 28-osobowej załogi. Oficjalna przyczyna tragedii nie została ustalona. Przyjęto, że przyczyną było przeciążenie lub przesunięcie się ładunku podczas sztormu, co było nie do opanowania przez załogę.

## Załoga
| Imię i nazwisko               | Funkcja              | Status                 |
| ----------------------------- | -------------------- | ---------------------- |
| Leszek Krogulski              | Kapitan              | Zginął                 |
| Henryk Malesiński             | I oficer             | Zginął                 |
| Cezary Wilk                   | II oficer            | Zginął                 |
| Zenon Kostrzewa               | III oficer           | Zginął                 |
| Leszek Cieślewicz             | I mechanik           | Zginął                 |
| Czesław Sakowski              | II mechanik          | Przeżył                |
| Marian Zielenkiewicz          | III mechanik         | Zginął                 |
| Krzysztof Rusiak              | IV mechanik          | Przeżył                |
| Barbara Sokołowska-Baranowicz | Radiooficer          | Zginęła                |
| Ignacy Grabowiec              | Elektryk             | Zginął                 |
| Ireneusz Szala                | Ochmistrz            | Przeżył                |
| Jerzy Rybak                   | Bosman               | Zginął, nieodnaleziony |
| Harry Ciesielski              | St. Marynarz         | Zginął                 |
| Benedykt Glaza                | St. marynarz         | Zginął                 |
| Leon Mańkowski                | St. marynarz         | Zginął                 |
| Zbigniew Budzan               | Marynarz             | Przeżył                |
| Jurand Heczko                 | Marynarz             | Przeżył                |
| Jan Jelski                    | Marynarz             | Zginął                 |
| Krzysztof Domiński            | Praktykant pokładowy | Zginął                 |
| Andrzej Krysiak               | Motorzysta           | Przeżył                |
| Stanisław Tomkalski           | Motorzysta           | Zginął                 |
| Wiarosław Waraczewski         | Elektromonter        | Zginął                 |
| Henryk Marciniak              | Magazynier maszynowy | Zginął                 |
| Gerhard Kwiczor               | Kucharz              | Zginął                 |
| Piotr Araszewski              | Pomocnik Kucharza    | Przeżył                |
| Andrzej Kociniewski           | Steward              | Zginął                 |
| Zbigniew Drzewiecki           | Mł. steward          | Przeżył                |
| Grzegorz Kapica               | Pomocnik stewarda    | Zginął                 |

## Ratunek
W wodzie o temperaturze 13 stopni Celsjusza rozbitkowie musieli dotrwać do chwili, gdy znajdą ich ratownicy. Wszyscy ocaleni podniesieni zostali przez hiszpańskie helikoptery po świcie. Najwięcej rozbitków uratował śmigłowiec dowodzony przez por. Cristobala Colona de Carvajala (potomka Krzysztofa Kolumba), późniejszego admirała.
Na stalowym pontonie roboczym, który sam spłynął ze statku, uratowali się ochmistrz Ireneusz Szala, marynarze Zbigniew Budzan i Jurand Heczko i pomocnik kucharza Piotr Araszewski. Motorzysta Andrzej Krysiak przeżył w zalanej wodą, ale nie tonącej szalupie, której oprócz niego nie odnalazł żaden inny rozbitek. II mech. Czesław Sakowski i IV mech. Krzysztof Rusiak uratowali się na drugiej szalupie, wywróconej do góry dnem, ale nie tonącej. Wraz z nimi na szalupie tej byli też marynarze Jan Jelski i Leon Mańkowski, ale Jan Jelski nie utrzymał się na szalupie, a Leon Mańkowski w chwili, gdy śmigłowiec znalazł szalupę i podnosił rozbitków, już nie żył. Ostatni z uratowanych, młodszy steward Zbigniew Drzewiecki, jako jedyny przetrwał kilka godzin po prostu w wodzie, w kamizelce ratunkowej, przyjmując optymalną pozycję dla zmniejszenia wyziębienia i oszczędzając siły.
Wszyscy pozostali członkowie załogi zginęli wskutek utonięcia poprzedzonego utratą przytomności spowodowaną utratą ciepła, niekiedy z wysiłku, gdy niektórzy z nich próbowali dopłynąć wpław do widocznej ze względu na światła Ibizy. Obie szalupy „Kudowy”, które uratowały zaledwie trzech rozbitków, porozbijane, ale nietonące, fale też wyrzuciły na brzeg, wydobyto też ponton, na którym uratowało się czterech marynarzy. Zwłoki wszystkich ofiar odnaleziono przed upływem dwunastu godzin od katastrofy.
23 stycznia wrócili do Polski ocaleni rozbitkowie, 28 stycznia przetransportowano zwłoki 19 ofiar (z wyjątkiem bosmana).
Z uwagi na śmierć w katastrofie kapitana i całego kierownictwa statku Izba Morska w wydanym 30 maja 1983 r. orzeczeniu nie wskazała osób, które przyczyniły się do katastrofy. Poza główną przyczyną, jaką było niewłaściwe załadowanie statku, izba wydała szereg zaleceń dotyczących zasad ratownictwa, szkolenia w tym zakresie i sprzętu ratunkowego. Nie zajmowała się natomiast konstrukcją i sposobem wykonania statku – wady statków typu „Zdrój” w tym zakresie analizowano dopiero po katastrofie „Buska Zdroju”.